# Tornelasmias capricorni
Tornelasmias capricorni foi uma espécie de gastrópodes da família Achatinellidae. Foi endémica da Austrália.